# Dywizje piechoty III Rzeszy
Dywizje piechoty III Rzeszy – dywizje niemieckie okresu III Rzeszy, m.in. działań zbrojnych II wojny światowej. Tworzono je w całym okresie trwania wojny, dlatego różniły się one składem.

## Skład dywizji piechoty 1. fali mobilizacyjnej (1939 rok)
- 3 pułki piechoty (łącznie 3 bataliony piechoty, kompania dział piechoty, kompania przeciwpancerna)
- dywizjon rozpoznawczy (3 szwadrony: jazdy, cyklistów i ciężki)
- pułk artylerii (3 dywizjony artylerii lekkiej, 1 dywizjon artylerii ciężkiej, zmotoryzowany batalion obserwacyjny)
- batalion przeciwpancerny (3 zmotoryzowane kompanie przeciwpancerne, 1 zmotoryzowana kompania ciężkich karabinów maszynowych)
- batalion saperów (3 kompanie saperów, zmotoryzowana kolumna mostowa)
- batalion łączności (kompania telefoniczna i radiowa)
- polowy batalion uzupełnień (3 kompanie)
- oddział zaopatrzeniowy (9 kolumn samochodów ciężarowych, kompania warsztatowa, zmotoryzowana kompania zaopatrzeniowa)
- oddział administracyjny (kompania piekarzy, pluton rzeźniczy, urzędu prowiantowego – Verpflegungsamt)
- służba sanitarna (2 kompanie sanitarne, w tym jedna zmotoryzowana, zmotoryzowany szpital polowy, 2 plutony karetek)
- kompania weterynaryjna
- zmotoryzowany oddział żandarmerii
- zmotoryzowany urząd pocztowy

## Stan personalny dywizji piechoty 1. fali mobilizacyjnej (1939 rok)
- Siła liczebna (łącznie: 17734 osób)
  - 534 oficerów
  - 102 urzędników
  - 2701 podoficerów
  - 14397 szeregowych i starszych szeregowych
- Przekrój doświadczenia wojskowego
  - personel aktywny – 78%
  - rezerwiści I klasy – 12%
  - rezerwiści II klasy – 6%
  - Landwehra – 4%

## Transport dywizji piechoty 1. fali mobilizacyjnej (1939 rok)
- 4842 konie
- 919 pojazdów zaprzęgowych
- 394 samochody osobowe
- 615 samochodów ciężarowych
- 3 pojazdy opancerzone
- 527 rowerów

## Uzbrojenie dywizji piechoty 1. fali mobilizacyjnej (1939 rok)
- około 3700 pistoletów
- około 13 000 karabinów
- 312 pistoletów maszynowych
- 90 karabinów przeciwpancernych
- 435 ręcznych karabinów maszynowych
- 110 ciężkich karabinów maszynowych
- 12 armat przeciwlotniczych 20 mm
- 84 granatniki (50 mm)
- 54 moździerze (81 mm)
- 75 armat przeciwpancernych 37 mm
- 20 lekkich dział piechoty 75 mm
- 6 ciężkich dział piechoty 150 mm
- 36 lekkich haubic polowych 105 mm
- 12 ciężkich haubic polowych 150 mm
- 9 miotaczy ognia
- 3 samochody pancerne

## Spis dywizji niemieckich (numer 1–100)
- 1 Dywizja Piechoty (III Rzesza)
- 2 Dywizja Piechoty (III Rzesza)
- 3 Dywizja Piechoty (III Rzesza)
- 4 Dywizja Piechoty (III Rzesza)
- 5 Dywizja Piechoty (III Rzesza)
- 6 Dywizja Piechoty (III Rzesza)
- 7 Dywizja Piechoty (III Rzesza)
- 8 Dywizja Piechoty (III Rzesza)
- 9 Dywizja Piechoty (III Rzesza)
- 10 Dywizja Piechoty (III Rzesza)
- 11 Dywizja Piechoty (III Rzesza)
- 12 Dywizja Piechoty (III Rzesza)
- 13 Dywizja Piechoty (III Rzesza)
- 14 Dywizja Piechoty (III Rzesza)
- 15 Dywizja Piechoty (III Rzesza)
- 16 Dywizja Piechoty (III Rzesza)
- 17 Dywizja Piechoty (III Rzesza)
- 18 Dywizja Piechoty (III Rzesza)
- 19 Dywizja Piechoty (III Rzesza)
- 20 Dywizja Piechoty (III Rzesza)
- 21 Dywizja Piechoty (III Rzesza)
- 22 Dywizja Piechoty (III Rzesza)
- 23 Dywizja Piechoty (III Rzesza)
- 24 Dywizja Piechoty (III Rzesza)
- 25 Dywizja Piechoty (III Rzesza)
- 26 Dywizja Piechoty (III Rzesza)
- 27 Dywizja Piechoty (III Rzesza)
- 28 Dywizja Piechoty (III Rzesza)
- 29 Dywizja Piechoty (III Rzesza)
- 30 Dywizja Piechoty (III Rzesza)
- 31 Dywizja Piechoty (III Rzesza)
- 32 Dywizja Piechoty (III Rzesza)
- 33 Dywizja Piechoty (III Rzesza)
- 34 Dywizja Piechoty (III Rzesza)
- 35 Dywizja Piechoty (III Rzesza)
- 36 Dywizja Piechoty (III Rzesza)
- 38 Dywizja Piechoty (III Rzesza)
- 39 Dywizja Piechoty (III Rzesza)
- 41 Dywizja Piechoty (III Rzesza)
- 44 Dywizja Piechoty (III Rzesza)
- 45 Dywizja Piechoty (III Rzesza)
- 46 Dywizja Piechoty (III Rzesza)
- 47 Dywizja Piechoty (III Rzesza)
- 48 Dywizja Piechoty (III Rzesza)
- 49 Dywizja Piechoty (III Rzesza)
- 50 Dywizja Piechoty (III Rzesza)
- 52 Dywizja Piechoty (III Rzesza)
- 56 Dywizja Piechoty (III Rzesza)
- 57 Dywizja Piechoty (III Rzesza)
- 58 Dywizja Piechoty (III Rzesza)
- 59 Dywizja Piechoty (III Rzesza)
- 60 Dywizja Piechoty (III Rzesza)
- 61 Dywizja Piechoty (III Rzesza)
- 62 Dywizja Piechoty (III Rzesza)
- 64 Dywizja Piechoty (III Rzesza)
- 65 Dywizja Piechoty (III Rzesza)
- 68 Dywizja Piechoty (III Rzesza)
- 69 Dywizja Piechoty (III Rzesza)
- 70 Dywizja Piechoty (III Rzesza)
- 71 Dywizja Piechoty (III Rzesza)
- 72 Dywizja Piechoty (III Rzesza)
- 73 Dywizja Piechoty (III Rzesza)
- 75 Dywizja Piechoty
- 76 Dywizja Piechoty (III Rzesza)
- 77 Dywizja Piechoty
- 78 Dywizja Piechoty (III Rzesza)
- 79 Dywizja Piechoty (III Rzesza)
- 81 Dywizja Piechoty (III Rzesza)
- 82 Dywizja Piechoty (III Rzesza)
- 83 Dywizja Piechoty
- 84 Dywizja Piechoty (III Rzesza)
- 85 Dywizja Piechoty (III Rzesza)
- 86 Dywizja Piechoty (III Rzesza)
- 87 Dywizja Piechoty (III Rzesza)
- 88 Dywizja Piechoty (III Rzesza)
- 89 Dywizja Piechoty (III Rzesza)
- 91 Dywizja Piechoty
- 92 Dywizja Piechoty (III Rzesza)
- 93 Dywizja Piechoty (III Rzesza)
- 94 Dywizja Piechoty (III Rzesza)
- 95 Dywizja Piechoty (III Rzesza)
- 96 Dywizja Piechoty (III Rzesza)
- 98 Dywizja Piechoty (III Rzesza)

## Spis dywizji niemieckich (numer 101–200)
- 102 Dywizja Piechoty (III Rzesza)
- 106 Dywizja Piechoty (III Rzesza)
- 110 Dywizja Piechoty (III Rzesza)
- 111 Dywizja Piechoty (III Rzesza)
- 112 Dywizja Piechoty (III Rzesza)
- 113 Dywizja Piechoty (III Rzesza)
- 121 Dywizja Piechoty (III Rzesza)
- 122 Dywizja Piechoty (III Rzesza)
- 123 Dywizja Piechoty (III Rzesza)
- 125 Dywizja Piechoty (III Rzesza)
- 126 Dywizja Piechoty (III Rzesza)
- 129 Dywizja Piechoty (III Rzesza)
- 131 Dywizja Piechoty (III Rzesza)
- 132 Dywizja Piechoty (III Rzesza)
- 134 Dywizja Piechoty (III Rzesza)
- 137 Dywizja Piechoty (III Rzesza)
- 148 Dywizja Piechoty (III Rzesza)
- 153 Dywizja Grenadierów (III Rzesza)
- 154 Dywizja Piechoty (III Rzesza)
- 155 Dywizja Piechoty (III Rzesza)
- 156 Dywizja Piechoty (III Rzesza)
- 158 Dywizja Piechoty (III Rzesza)
- 159 Dywizja Piechoty (III Rzesza)
- 160 Dywizja Piechoty (III Rzesza)
- 161 Dywizja Piechoty (III Rzesza)
- 162 Dywizja Piechoty (III Rzesza)
- 162 Turkiestańska Dywizja Piechoty
- 163 Dywizja Piechoty (III Rzesza)
- 164 Dywizja Piechoty (III Rzesza)
- 166 Dywizja Piechoty (III Rzesza)
- 167 Dywizja Piechoty (III Rzesza)
- 168 Dywizja Piechoty (III Rzesza)
- 169 Dywizja Piechoty (III Rzesza)
- 170 Dywizja Piechoty (III Rzesza)
- 176 Dywizja Piechoty
- 180 Dywizja Piechoty (III Rzesza)
- 181 Dywizja Piechoty (III Rzesza)
- 182 Dywizja Piechoty (III Rzesza)
- 183 Dywizja Piechoty (III Rzesza)
- 189 Dywizja Piechoty (III Rzesza)
- 190 Dywizja Piechoty (III Rzesza)
- 196 Dywizja Piechoty (III Rzesza)
- 197 Dywizja Piechoty (III Rzesza)
- 198 Dywizja Piechoty (III Rzesza)
- 199 Dywizja Piechoty (III Rzesza)

## Spis dywizji niemieckich (numer 201–300)
- 203 Dywizja Piechoty (III Rzesza)
- 205 Dywizja Piechoty (III Rzesza)
- 206 Dywizja Piechoty (III Rzesza)
- 207 Dywizja Piechoty (III Rzesza)
- 208 Dywizja Piechoty (III Rzesza)
- 209 Dywizja Piechoty (III Rzesza)
- 210 Dywizja Piechoty (III Rzesza)
- 211 Dywizja Piechoty (III Rzesza)
- 212 Dywizja Piechoty (III Rzesza)
- 213 Dywizja Piechoty (III Rzesza)
- 214 Dywizja Piechoty (III Rzesza)
- 215 Dywizja Piechoty (III Rzesza)
- 216 Dywizja Piechoty (III Rzesza)
- 217 Dywizja Piechoty (III Rzesza)
- 218 Dywizja Piechoty (III Rzesza)
- 219 Dywizja Piechoty (III Rzesza)
- 221 Dywizja Piechoty (III Rzesza)
- 223 Dywizja Piechoty (III Rzesza)
- 225 Dywizja Piechoty (III Rzesza)
- 226 Dywizja Piechoty (III Rzesza)
- 227 Dywizja Piechoty (III Rzesza)
- 228 Dywizja Piechoty
- 230 Dywizja Piechoty (III Rzesza)
- 231 Dywizja Piechoty (III Rzesza)
- 232 Dywizja Piechoty (III Rzesza)
- 237 Dywizja Piechoty (III Rzesza)
- 239 Dywizja Piechoty (III Rzesza)
- 240 Dywizja Piechoty (III Rzesza)
- 242 Dywizja Piechoty (III Rzesza)
- 243 Dywizja Piechoty (III Rzesza)
- 244 Dywizja Piechoty (III Rzesza)
- 245 Dywizja Piechoty (III Rzesza)
- 246 Dywizja Piechoty (III Rzesza)
- 249 Dywizja Piechoty (III Rzesza)
- 250 (hiszpańska) Dywizja Piechoty (III Rzesza)
- 251 Dywizja Piechoty (III Rzesza)
- 252 Dywizja Piechoty (III Rzesza)
- 253 Dywizja Piechoty (III Rzesza)
- 254 Dywizja Piechoty (III Rzesza)
- 255 Dywizja Piechoty (III Rzesza)
- 256 Dywizja Piechoty (III Rzesza)
- 257 Dywizja Piechoty (III Rzesza)
- 258 Dywizja Piechoty (III Rzesza)
- 260 Dywizja Piechoty (III Rzesza)
- 262 Dywizja Piechoty (III Rzesza)
- 263 Dywizja Piechoty (III Rzesza)
- 264 Dywizja Piechoty (III Rzesza)
- 265 Dywizja Piechoty (III Rzesza)
- 266 Dywizja Piechoty (III Rzesza)
- 267 Dywizja Piechoty
- 268 Dywizja Piechoty
- 269 Dywizja Piechoty (III Rzesza)
- 270 Dywizja Piechoty ’40 (III Rzesza)
- 270 Dywizja Piechoty ’42 (III Rzesza)
- 271 Dywizja Piechoty ’40 (III Rzesza)
- 271 Dywizja Piechoty ’43 (III Rzesza)
- 272 Dywizja Piechoty ’40 (III Rzesza)
- 272 Dywizja Piechoty ’43 (III Rzesza)
- 273 Dywizja Piechoty (III Rzesza)
- 274 Dywizja Piechoty (III Rzesza)
- 275 Dywizja Piechoty
- 276 Dywizja Piechoty ’40 (III Rzesza)
- 276 Dywizja Piechoty ’43 (III Rzesza)
- 277 Dywizja Piechoty ’40 (III Rzesza)
- 277 Dywizja Piechoty ’43 (III Rzesza)
- 278 Dywizja Piechoty ’40 (III Rzesza)
- 278 Dywizja Piechoty ’43 (III Rzesza)
- 279 Dywizja Piechoty (III Rzesza)
- 280 Dywizja Piechoty ’40 (III Rzesza)
- 280 Dywizja Piechoty ’42 (III Rzesza)
- 281 Dywizja Piechoty (III Rzesza)
- 282 Dywizja Piechoty (III Rzesza)
- 286 Dywizja Piechoty (III Rzesza)
- 290 Dywizja Piechoty (III Rzesza)
- 291 Dywizja Piechoty (III Rzesza)
- 292 Dywizja Piechoty (III Rzesza)
- 293 Dywizja Piechoty (III Rzesza)
- 294 Dywizja Piechoty (III Rzesza)
- 295 Dywizja Piechoty (III Rzesza)
- 296 Dywizja Piechoty (III Rzesza)
- 297 Dywizja Piechoty (III Rzesza)
- 298 Dywizja Piechoty (III Rzesza)
- 299 Dywizja Piechoty (III Rzesza)

## Spis dywizji niemieckich (numer 301–400)
- 301 Dywizja Piechoty (III Rzesza)
- 302 Dywizja Piechoty (III Rzesza)
- 303 Dywizja Piechoty (III Rzesza)
- 304 Dywizja Piechoty (III Rzesza)
- 305 Dywizja Piechoty (III Rzesza)
- 306 Dywizja Piechoty (III Rzesza)
- 309 Dywizja Piechoty (III Rzesza)
- 311 Dywizja Piechoty (III Rzesza)
- 319 Dywizja Piechoty (III Rzesza)
- 320 Dywizja Piechoty (III Rzesza)
- 321 Dywizja Piechoty
- 323 Dywizja Piechoty (III Rzesza)
- 324 Dywizja Piechoty (III Rzesza)
- 325 Dywizja Piechoty
- 326 Dywizja Piechoty (III Rzesza)
- 327 Dywizja Piechoty (III Rzesza)
- 328 Dywizja Piechoty (III Rzesza)
- 329 Dywizja Piechoty (III Rzesza)
- 330 Dywizja Piechoty (III Rzesza)
- 331 Dywizja Piechoty (III Rzesza)
- 332 Dywizja Piechoty (III Rzesza)
- 333 Dywizja Piechoty (III Rzesza)
- 334 Dywizja Piechoty (III Rzesza)
- 335 Dywizja Piechoty (III Rzesza)
- 336 Dywizja Piechoty (III Rzesza)
- 337 Dywizja Piechoty (III Rzesza)
- 338 Dywizja Piechoty (III Rzesza)
- 339 Dywizja Piechoty (III Rzesza)
- 340 Dywizja Piechoty (III Rzesza)
- 342 Dywizja Piechoty (III Rzesza)
- 343 Dywizja Piechoty (III Rzesza)
- 344 Dywizja Piechoty (III Rzesza)
- 346 Dywizja Piechoty (III Rzesza)
- 347 Dywizja Piechoty (III Rzesza)
- 348 Dywizja Piechoty (III Rzesza)
- 349 Dywizja Piechoty (III Rzesza)
- 351 Dywizja Piechoty (III Rzesza)
- 352 Dywizja Piechoty (III Rzesza)
- 353 Dywizja Piechoty (III Rzesza)
- 355 Dywizja Piechoty (III Rzesza)
- 356 Dywizja Piechoty (III Rzesza)
- 357 Dywizja Piechoty (III Rzesza)
- 358 Dywizja Piechoty (III Rzesza)
- 359 Dywizja Piechoty (III Rzesza)
- 361 Dywizja Piechoty (III Rzesza)
- 362 Dywizja Piechoty (III Rzesza)
- 363 Dywizja Piechoty (III Rzesza)
- 364 Dywizja Piechoty (III Rzesza)
- 365 Dywizja Piechoty (III Rzesza)
- 367 Dywizja Piechoty (III Rzesza)
- 369 (chorwacka) Dywizja Piechoty (III Rzesza)
- 370 Dywizja Piechoty (III Rzesza)
- 371 Dywizja Piechoty (III Rzesza)
- 372 Dywizja Piechoty (III Rzesza)
- 373 (chorwacka) Dywizja Piechoty (III Rzesza)
- 376 Dywizja Piechoty (III Rzesza)
- 377 Dywizja Piechoty (III Rzesza)
- 379 Dywizja Piechoty (III Rzesza)
- 383 Dywizja Piechoty (III Rzesza)
- 384 Dywizja Piechoty (III Rzesza)
- 385 Dywizja Piechoty (III Rzesza)
- 386 Dywizja Piechoty (III Rzesza)
- 387 Dywizja Piechoty (III Rzesza)
- 389 Dywizja Piechoty (III Rzesza)
- 392 (chorwacka) Dywizja Piechoty (III Rzesza)
- 393 Dywizja Piechoty (III Rzesza)
- 395 Dywizja Piechoty (III Rzesza)
- 399 Dywizja Piechoty (III Rzesza)

## Spis dywizji niemieckich (numer 401–719)
- 416 Dywizja Piechoty (III Rzesza)
- 430 Dywizja Piechoty (III Rzesza)
- 462 Dywizja Piechoty (III Rzesza)
- 521 Dywizja Piechoty (III Rzesza)
- 526 Dywizja Piechoty (III Rzesza)
- 542 Dywizja Piechoty (III Rzesza)
- 554 Dywizja Piechoty (III Rzesza)
- 555 Dywizja Piechoty (III Rzesza)
- 556 Dywizja Piechoty (III Rzesza)
- 557 Dywizja Piechoty (III Rzesza)
- 600 Dywizja Piechoty (III Rzesza)
- 606 Dywizja Piechoty (III Rzesza)
- 650 Dywizja Piechoty (III Rzesza)
- 702 Dywizja Piechoty (III Rzesza)
- 703 Dywizja Piechoty (III Rzesza)
- 704 Dywizja Piechoty (III Rzesza)
- 707 Dywizja Piechoty (III Rzesza)
- 708 Dywizja Piechoty (III Rzesza)
- 709 Dywizja Piechoty (III Rzesza)
- 710 Dywizja Piechoty (III Rzesza)
- 711 Dywizja Piechoty (III Rzesza)
- 712 Dywizja Piechoty (III Rzesza)
- 713 Dywizja Piechoty (III Rzesza)
- 714 Dywizja Piechoty (III Rzesza)
- 715 Dywizja Piechoty (III Rzesza)
- 716 Dywizja Piechoty (III Rzesza)
- 717 Dywizja Piechoty (III Rzesza)
- 718 Dywizja Piechoty (III Rzesza)
- 719 Dywizja Piechoty (III Rzesza)

## Spis dywizji niemieckich o nazwie własnej
- Dywizja Piechoty Böhmen
- Dywizja Piechoty Breslau
- Dywizja Piechoty Berlin
- Dywizja Piechoty Demba
- Dywizja Piechoty Dennewitz
- Dywizja Piechoty Döllersheim
- Dywizja Piechoty Döberitz
- Dywizja Piechoty Donau
- Dywizja Piechoty Dresden
- Dywizja Piechoty Ferdinand von Schill
- Dywizja Piechoty Friedrich Ludwig Jahn
- Dywizja Piechoty Generalgouvernement
- Dywizja Piechoty Grafenwöhr
- Dywizja Piechoty Groß Born
- Dywizja Piechoty Großdeutschland
- Dywizja Piechoty Groß-Görschen
- Dywizja Piechoty Güstrow
- Dywizja Piechoty Hamburg
- Dywizja Piechoty Hannover
- Dywizja Piechoty Jütland
- Dywizja Piechoty Katzbach
- Dywizja Piechoty Kurland
- Dywizja Piechoty Mielau
- Dywizja Piechoty Milowitz
- Dywizja Piechoty Möckern
- Dywizja Piechoty Münsingen
- Dywizja Piechoty Mähren
- Dywizja Piechoty Neuhammer
- Dywizja Piechoty Niedergörsdorf
- Dywizja Piechoty Ostpreußen
- Dywizja Piechoty Pommernland
- Dywizja Piechoty Potsdam
- Dywizja Piechoty Schlesien
- Dywizja Piechoty Seeland
- Dywizja Piechoty Scharnhorst
- Dywizja Piechoty Schlageter
- Dywizja Piechoty Theodor Körner
- Dywizja Piechoty Ulrich von Hutten

Ogółem utworzono około 350 dywizji piechoty.
Oprócz klasycznych dywizji piechoty w ramach Wehrmachtu działały też inne, podobne pod względem składu i przeznaczenia. Były to formowane w drugiej fazie wojny dywizje strzelców, grenadierów i grenadierów ludowych. Własne dywizje piechoty wystawiły Luftwaffe (Dywizje polowe Luftwaffe) i Kriegsmarine (dywizje morskie). W charakterze zwykłych jednostek piechoty walczyły również wojska powietrznodesantowe Luftwaffe. W ostatniej fazie wojny jako jednostki piechoty walczyły również dywizje zapasowe, rezerwowe i szkoleniowe.
Na początku wojny część dywizji piechoty była zmotoryzowana, dywizje te przekształcono w 1943 r. w dywizje grenadierów pancernych. Stanowiły one elitę wśród jednostek piechoty, były najlepiej wyposażone w broń ciężką i jednocześnie bardzo mobilne.